# 下加爾達鄉

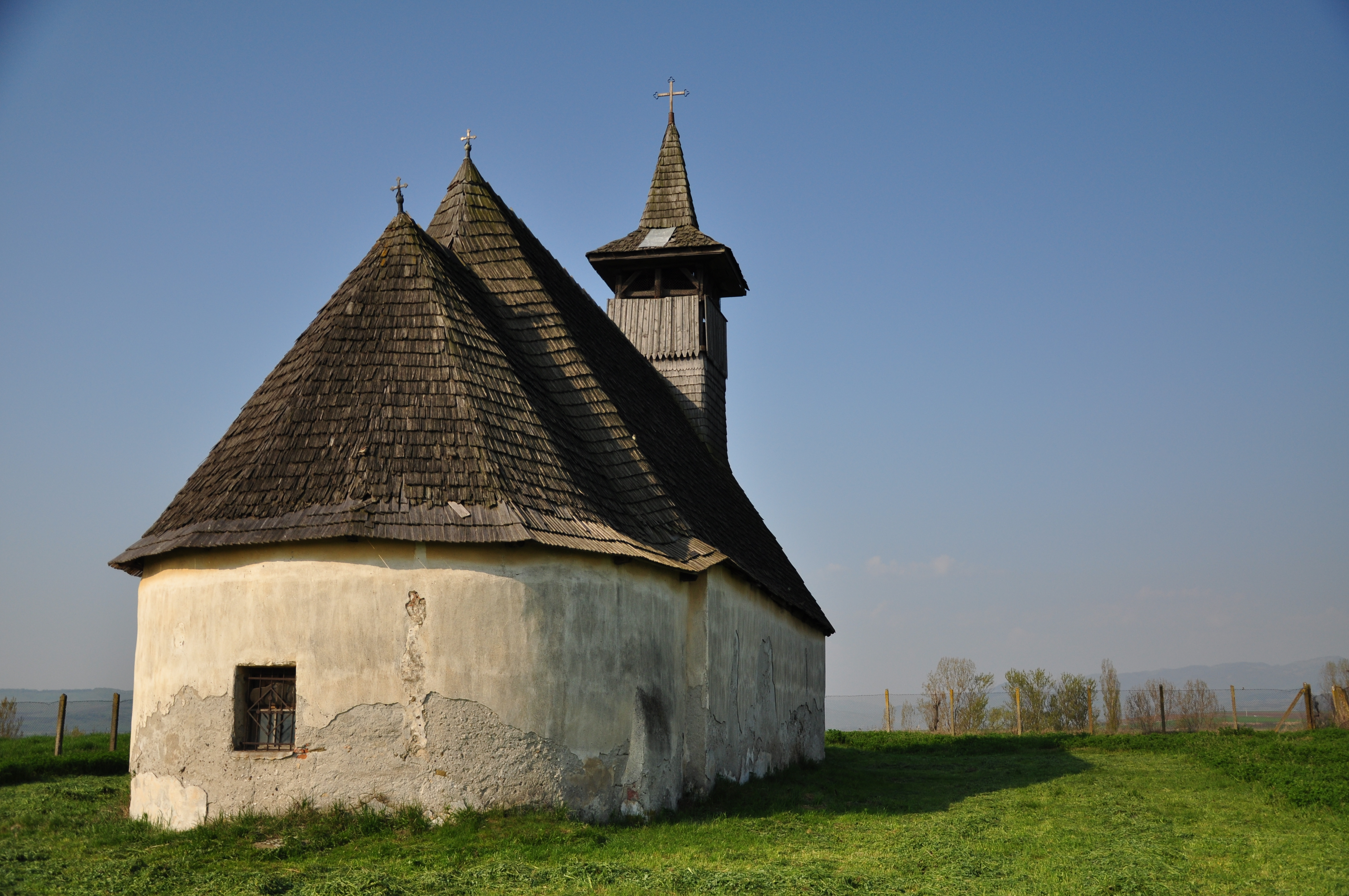
下加爾達鄉

46°11′N 23°37′E / 46.183°N 23.617°E
下加爾達鄉（羅馬尼亞語：Comuna Galda de Jos, Alba），是羅馬尼亞的鄉份，位於該國中部，由阿爾巴縣負責管轄，面積102平方公里，海拔高度236米，2011年人口4,516，人口密度每平方公里48人。